# Tom von Prince

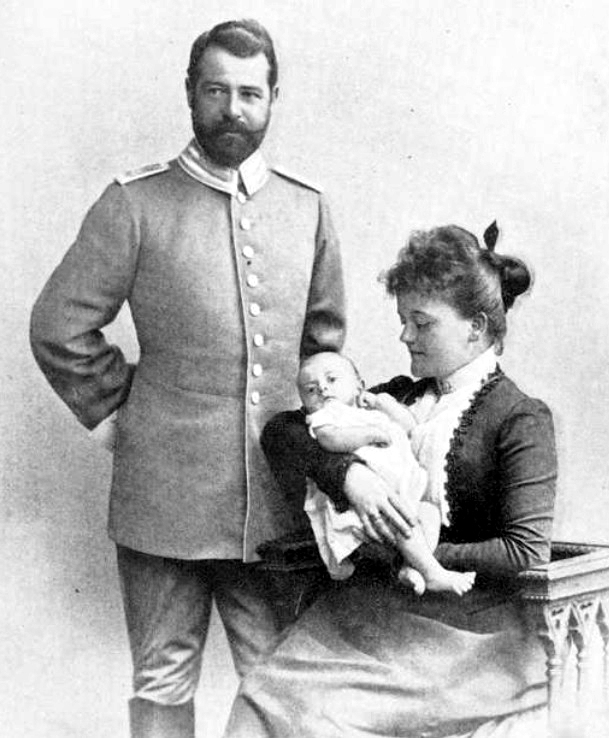
Tom y Magdalene von Prince, antes de 1908.

Tom von Prince (9 de enero de 1866 - 4 de noviembre de 1914) fue un oficial militar de la Compañía Alemana del África Oriental y propietario de una plantación en el África Oriental Alemana. En particular, como capitán del Schutztruppe, dirigió la primera acción de las fuerzas alemanas en África Oriental durante la I Guerra Mundial apoderándose de Taveta el 15 de agosto de 1914, y fue muerto después en noviembre en la batalla de Tanga.

## Primeros años
Nació el 9 de enero de 1866, hijo de Thomas Henry Prince, un escocés y gobernador de la policía británica en la  colonia británica de las islas Mauricio y de madre alemana. Con la temprana muerte de su padre, su madre retornó a Alemania. Después de ser huérfanos, von Prince y su hermana fueron educados en Inglaterra. Después la familia de su madre los llevó a Alemania, y lo introdujeron en la Academia Militar de Kassel (Kadettenanstalt Kassel) para jóvenes aristócratas prusianos en Legnica (Liegnitz), Silesia. Fue compañero de clase de su futuro superior Paul von Lettow-Vorbeck. También conoció a su futura esposa Magdalene von Massow aquí.

## Carrera militar
En 1887 ingresó en el Ejército Imperial Alemán y sirvió en el Regimiento de Infantería Prusiano N.º 99, que estaba estacionado cerca de Estrasburgo. En 1889 se retiró del ejército como teniente; y en 1890 ingresó en el Kaiserliche Schutztruppe, inicialmente llamada Wissmann Truppe, de donde se desarrolló la fuerza protectora para el África Oriental Alemana. Para 1890, Tom von Prince estaba involucrado en el África Oriental Alemana como teniente intentando controlar 'la Calle de Carabanas' bajo control de la Wissmann Truppe. En el África Oriental, Prince inicialmente participó en la supresión de la insurgencia costera. En los años siguientes comandó expediciones militares para subyugar al pueblo hehe. Ya que los hehe, bajo el jefe Mkwawa, habían atacado y hostigados a los alemanes, llevando a la pérdida del comandante Emil von Zelewski y a muchos de sus hombres. Tom Prince fue enviado lejos en el interior del continente al lago Nyassa, con un representante civil del Comité Antiesclavitud, Wynecken. Aquí conoció a Wissmann, que contrató para él a Bauer, el líder de safari de Wissmann. Los tres, Prince, Wynecken, y Bauer, rodearon a los hehe a las órdenes de Mkwawa, con la ayuda de más de 20 atongas y mil soldados sangu, enemigos jurados de la tribu hehe. Persiguieron al gobernante, el jefe Mkwawa, hasta que finalmente fue derrotado lo que lo hizo huir de su capital y morir posteriormente en el desierto.

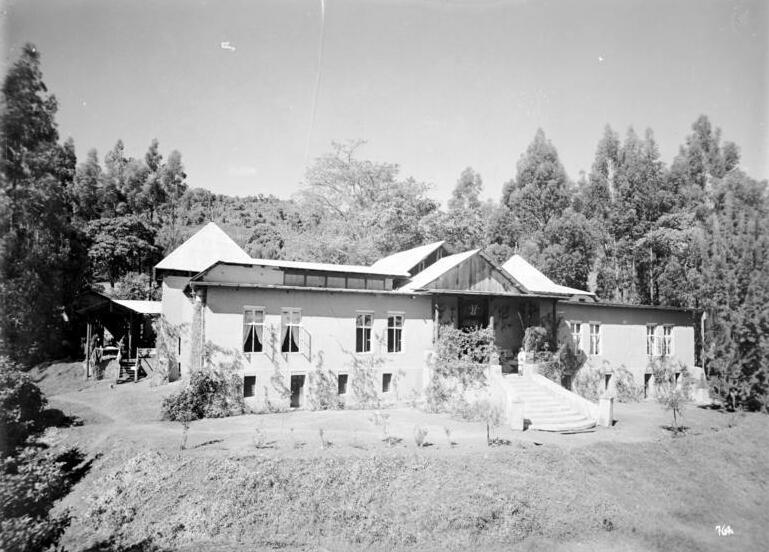
Mansión de Prince en la plantación de Sakkarani (Usambara, África Oriental Alemana).

Prince interrumpió su servicio en África con varias estancias en Alemania. Ahí se casó con Magdalene von Massow, que fue a África con él. En 1896 fue promovido al rango de capitán. Prince también trabajó en las autoridades de distrito del África Oriental Alemana, incluido como comisario del gobierno en el lago Nyassa y después en la región de Iringa, donde fue responsable de la "pacificación" del pueblo hehe en 1898. En torno a 1900, Prince abandonó la fuerza protectora y la administración colonial para establecerse como terrateniente en África Oriental. Junto a su esposa, fundó una plantación cerca de Sakkarani en las montañas Usambara. En 1906, el Capitán von Prince fue elevado a la nobleza alemana.

## I Guerra Mundial y Tanga
Al estallar la Primera Guerra Mundial Prince retornó al servicio militar activo y comandó dos compañías europeas de la alemana Schutztruppe. Fue llamado al servicio activo como Hauptmann (capitán) y se le dio el mando de los Askaris de la 13.ª Compañía de Campo y de las 7.ª y 8.ª Schützenkompanien (compañías de rifles compuestas principalmente por hijos de colonos alemanes). El desempeñó de Prince le mereció el apodo de Bwana Sakarani —el salvaje— de sus Askaris.
El 15 de agosto de 1914, en el movimiento inicial de la guerra en África Oriental, von Prince asedió la ciudad Kenyiana de Taveta por orden del comandante de las fuerzas alemanas, Paul von Lettow-Vorbeck. El objetivo era tomar y mantener un punto clave que fortalecería las defensas alemanas en el norte de su colonia y proteger el ferrocarril de Usambara.
Tom von Prince fue uno de los nueve oficiales alemanes muertos en la batalla de Tanga el 4 de noviembre de 1914. Se le había ordenado que dirigiera sus tropas al centro de la ciudad y fue muerto en combates contra el 2.º Regimiento Británico Leal de Lancashire Norte que habían aterrizado como parte de la británica Fuerza Expedicionaria India. Su funeral tuvo lugar junto con otros doce oficiales alemanes en Tanga.

## Obras
- Tom von Prince: Gegen Araber und Wahehe – Erinnerungen aus meiner ostafrikanischen Leutnantszeit 1890–1895. Mittler, Berlín 1914